# Hunjiang
Hunjiang (chinesisch 浑江区, Pinyin Húnjiāng Qū) ist ein Stadtbezirk der bezirksfreien Stadt Baishan im Südosten der nordostchinesischen Provinz Jilin. Hunjiang hat eine Fläche von 1.381 km² und zählt 364.723 Einwohner (Stand: Zensus 2010). Er ist Zentrum und Regierungssitz von Baishan.
Hunjiang ist aus dem Stadtbezirk Badaojiang (chinesisch 八道江区, Pinyin Bádàojiāng Qū) hervorgegangen, der am 23. Februar 2010 umbenannt wurde.

## Administrative Gliederung
Auf Gemeindeebene setzt sich der Stadtbezirk aus acht Straßenvierteln und vier Großgemeinden zusammen. 